# Ignace-François de La Hamaide
Ignace-François de La Hamaide, dit Hameda, était un jurisconsulte, né le 27 janvier 1648 à Irchonwelz et mort le 21 mars 1712 à Louvain.

## Biographie
Ignace-François de La Hamaide est le fils de Pierre Claude de La Hamayde, chef-mayeur de la ville d'Ath, bailli de Siraut et de Lessines, surintendant de Ghislenghien et de Berlière, receveur des domaines de la châtellerie d'Ath, et de Claire d'Arras. Il épouse Anne Jeanne de Charneux (parente de Laurent de Charneux).
Proclamé primus et doctor utriusque juris en 1675, il succède à Henri Loyens en 1686 comme professeur primaire de droit civil à l'université de Louvain.
Consulté sur diverses matières pour ses vastes connaissances, il est surnommé l'oracle et le dictateur des Pays-Bas. Il est régulièrement choisi comme juge dans la révision des causes difficiles par les conseils provinciaux du pays.
D'une grande piété, il est considéré comme un redoutable adversaire par les jansénistes.
Il est enterré dans l'église Saint-Pierre de Louvain.

## Publications
- Commentarius ad edictum regium de recusationibus judicum, datum Bruxellis 25 maii 1669, Louvain, 1706

## Littérature
- Biographie nationale de Belgique, tome V, Académie royale de Belgique